# Gabriele d'Annunzio
Gabriele d'Annunzio (ook gespeld als D'Annunzio; Pescara, 12 maart 1863 – Gardone Riviera, Cargnacco, 1 maart 1938) was een Italiaans schrijver, dichter, redenaar, gedecoreerd gevechtspiloot, journalist, politicus en dandy. Hij was verwaand, excentriek, noemde zichzelf de grootste Italiaanse dichter sinds Dante Alighieri, en vergeleek zichzelf met Julius Caesar, Horatio Nelson en Lord Byron.

## Levensloop

### Begin carrière
D'Annunzio werd geboren in een rijke familie van landeigenaars. Zijn vader heette Francesco Rapagnetta. Op de leeftijd van 13 jaar werd Francesco door zijn oom Antonio D’Annunzio geadopteerd, waarna hij de familienaam D’Annunzio aannam. Gabriele liep school aan het lycem Cicognini te Prato in Toscane. In 1879 publiceerde hij zijn eerste dichtbundel Primo Vere. Hij werd beïnvloed door de dichtbundel Odi barbare van Giosuè Carducci, maar ook door de dichter Lorenzo Stecchetti, wiens werk Postuma toen in de mode was. Om meer aandacht te trekken voor zijn dichtbundel, zond hij naar een krant een fictief verhaal, waarin stond dat hij door een val van een paard overleden was.
Hij was een briljant student, las alles wat zijn leraren hem aanbevolen en zelfs meer. Hij verslond de werken van onder anderen Plutarchus, Virgilius, Catullus, Italiaanse Renaissancedichters, Niccolo Tommaséo, Manzoni, Stoppani, De Gubernatis, Byron, Goethe, Milton en Darwin, In 1881 schreef hij zich in aan de universiteit La Sapienza te Rome. Hij bleef in de hoofdstad wonen tot 1891. Hij verbleef er in onder meer het palazzo Roccagiovine. D'Annunzio probeerde zich van de massa te onderscheiden door te leven als een dandy. Wat betreft zijn kleding was hij zeer verzorgd en kieskeurig. Zo weigerde hij kleding te dragen die in Italië gemaakt was, omdat in die tijd Franse en Britse mode hoger in aanzien stond dan Italiaanse. 
In 1883 veroorzaakte hij een schandaal door gravin Maria Hardouin di Gallese (1864-1954) te ontvoeren. Hij huwde haar pas toen ze zwanger was van hun eerste kind. Zij schonk hem drie zonen. Zijn eerste roman Il piacere (1889) ontving goede kritieken. De hoofdfiguur Andrea Spirelli, een jonge aristocraat, is gebaseerd op de schrijver zelf. Eén van de meest opvallende gevolgen van D'Annunzio's verschijnen in de literaire wereld was het ontstaan van een eigen d'annunziaans publiek, niet zozeer vanwege de inhoud van zijn werk, maar door de sterallures die de schrijver aannam. Door zijn gedrag dat aanleiding gaf tot schandalen, de cultus van het schone en zijn minachting voor burgerlijke waarden, hing rond hem een aura van fascinatie.
Hij werd in 1897 afgevaardigde in het parlement van Italië voor de conservatieven. Hij was een extreem nationalist. In 1901 stichtten D'Annunzio en Ettore Ferrari, grootmeester van de vrijmetselaarsloge het Grote Oosten van Italië, de Università Popolare di Milano (Volksuniversiteit van Milaan). Hij had een verhouding met de beroemde actrice Eleonora Duse, die van 1897 tot 1902 duurde. Daarna onderhield hij tot enkele jaren voor zijn overlijden een knipperlichtrelatie met de excentrieke Luisa Casati. Zijn verkwistende levenswijze met onbezonnen aankopen zadelde hem met grote schulden op. Om aan zijn Italiaanse schuldeisers te ontkomen vertrok hij in 1910 naar Frankrijk.
Tijdens de Eerste Wereldoorlog pleitte hij voor Italiaanse deelname aan het conflict. In 1915 nam hij dienst in het Italiaanse leger. Hij werd gevechtspiloot. In 1917 nam hij deel aan de gevechten bij de rivier de Isonzo. Op 10 februari 1918 nam hij deel aan de aanval op de Oostenrijks-Hongaarse vloot in de haven van Buccari (Kroatische naam: Bakar). Deze aanval was materieel niet succesvol, maar had wel een belangrijk psychologisch effect. Later in het jaar 1918 vloog hij met een eskadron boven Wenen om er pamfletten te verspreiden. Hij kreeg meerdere militaire eretekens.

### Fiume
Omdat Italië bij het vredesverdrag van Saint-Germain slechts een deel van Dalmatië verwierf, maar het grootste deel ervan aan Joegoslavië werd toegekend, bezette D'Annunzio met zijn irreguliere troepen (4.000 legionari) op 12 september 1919 de stad Rijeka (Italiaans: Fiume, Duits: St. Veit am Flaum) aan de Dalmatische kust en stichtte daar het Italiaans Regentschap Carnaro. Hij werd hiermee boegbeeld van de irredentistische beweging in Italië. Hij verklaarde dat Carnaro een onafhankelijke staat was. Hij erkende het verdrag van Rapallo niet en verklaarde Italië de oorlog. 

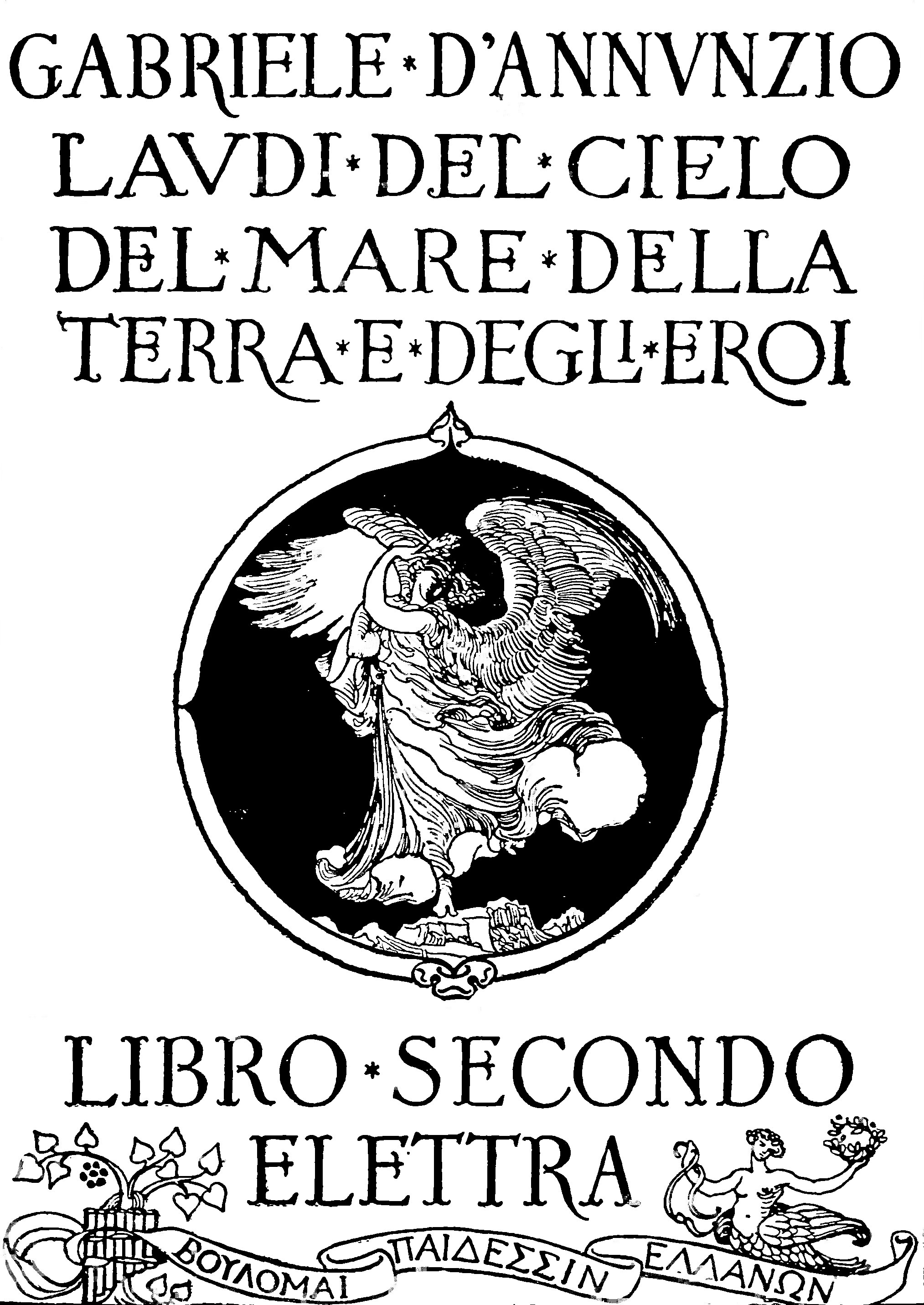
Gabriele d'Annunzio, Laudi, 1918

Het door D'Annunzio geïnstalleerde regime in Rijeka was een voorloper en had alle trekken van het latere fascistisch bestuur. Deze actie vormde een aankondiging van het fascistische geweld in de komende decennia (vergelijk D'Annunzio's toespraak in 1919 voor zijn troepen de Arditi): "elke kogel uit onze geweren moet een Sloveen of een Kroaat doden"). Aan de bezetting van Fiume, die 15 maanden duurde, kwam een einde toen de Italiaanse marine de stad bombardeerde. Hierbij werd d'Annunzio gewond. Deze bezetting toonde de zwakte van de Italiaanse staat aan.

### Later leven
Eind 1920 nam D'Annunzio een inbeslaggenomen villa aan het Gardameer in bezit, waar hij leefde tot aan zijn dood in 1938. In 1921 werd hij lid van de Académie royale de langue et de littérature françaises de Belgique. In de nacht van 13 op 14 augustus 1922 viel hij uit een venster van de villa waar hij woonde. Mogelijk was dit een ongeval, mogelijk werd hij uit het venster geduwd. Korte tijd later greep Benito Mussolini de macht. D'Annunzio bewaarde het stilzwijgen over de precieze omstandigheden van zijn val. Mussolini liet de schrijver in deze villa bewaken door enkele carabinieri, want hij vreesde invloed van d'Annunzio op de publieke opinie of het leger.
In 1924 werd D'Annunzio geadeld en verkreeg de titel Prins van Montenevoso. In 1937 waarschuwde hij Mussolini geen militaire alliantie aan te gaan met nazi-Duitsland.

## Literair werk
Zijn literaire stijl ontwikkelde zich en veranderde geregeld. Centraal blijft min of meer de ontwikkeling tot een soort hedonisme zoals dat begin 20e eeuw opleefde. Zijn vroegere werk is lyrisch, ietwat ontremd in het uiten van emoties, waarin naturalisme te herkennen is. D'Annunzio werd geassocieerd met het decadentisme, dat een wisselwerking kende met het Franse Franse symbolisme. Na 1883 komt onder invloed van Friedrich Nietzsche het übermensch-motief in zijn werk centraal te staan.
Zijn laatste roman Forse che si, forse che no speelt zich af in Mantua in het palazzo Gonzaga. De protagonist is een edelman die een passionele relatie heeft met Isabella. In tegenstelling tot de andere d'annunziaanse übermenschen, heeft hij de veranderingen in de moderne wereld begrepen. In plaats van te vluchten in een decadent leven dweept hij met machines, auto's en vliegtuigen. Hij sympathiseert ook tot op zekere hoogte met de kunststroming van het futurisme. 
De romans van D'Annunzio waren van invloed op die van zijn landgenoot Curzio Malaparte. De tendens om zich te identificeren met de natuur die in de poëzie van D'Annunzio voorkomt, werd overgenomen door Salvatore Quasimodo. Naast zijn romans, novellen en poëzie, liet D'Annunzio ook politieke werken na en ongeveer 10.000 brieven.

## Geselecteerde bibliografie

### Fictie
- Terra vergine (1882)
- Il piacere (Kind van de lust (roman), 1889)
- L'Innocente (roman; 1892); in 1976 verfilmd door Luchino Visconti
- Il Trionfo delle morte (1894)
- Le Vergini delle Rocce (1896)
- Sogno d'un mattino di primavera (1897)
- Il Fuoco (Het grote vuur) (roman), 1900)
- Forse che sì, forse che no (1910)

### Poëzie
- Primo vere (dichtbundel; 1879)
- Canto nuovo (dichtbundel; 1882)
- Paradisiaco (gedicht; 1893)
- Laudi del cielo, del mare, della terra, degli eroi (gedichten; 1903-1912)
- Maia (Canto Amebeo della Guerra), Elettra, Alcyone, Merope, Asterope (La Canzone del Quarnaro) (gedichten)
- Ode alla nazione serba (gedicht; 1914)

### Theater
- La città morta (1898)
- La Gioconda (Gioconda, 1899)
- Francesca da Rimini (1902)
- L'Etiopia in fiamme (1904)
- La figlia di Jorio (1904)
- Fedra (1909)

### Autobiografisch werk
- ‘’Solus ad solam’’ (1908)
- La Leda senza cigno
- Notturno (1921)
- Le faville del maglio
- Le cento e cento e cento e cento pagine del Libro Segreto di Gabriele D'Annunzio tentato di morire o Libro Segreto (als Angelo Cocles; 1922)